# Новое (Забайкальский край)
Но́вое — село в южной части Шилкинского района Забайкальского края России.

## География
Расположено недалеко от реки Онон, на левом её берегу, в степной зоне. Высота села над уровнем моря 561 метров, ландшафт лесостепной.

## История
Село возникло на месте бурятского улуса Дурой (переводится как стремя), современное название получило в 1930-е годы.
В 1934 году был создан военный совхоз.
В 1939 году военный совхоз был преобразован в Ононский военный конный завод.
В 1949 году Ононский военный конный завод был расформирован и на его базе был создан Ононский совхоз.
В 1964 году Ононский совхоз реорганизован в ГУП ОПХ «Ононское».
В 1994 году закрылся клуб.
В 2003 году закрылся Фельдшерско-акушерский пункт.
В 2013 году закрылась начальная школа.

## Население
| 1989 | 2002 | 2010 | 2012 | 2021 |
| ---- | ---- | ---- | ---- | ---- |
| 253  | ↘236 | ↘172 | ↘160 | ↘138 |